# JinSoul
Jung Jin-sol (Hangul: 정진솔, Hanja: 鄭眞率, Hán-Việt: Trịnh Trân Suất; sinh ngày 13 tháng 6 năm 1997) là một nữ ca sĩ người Hàn Quốc trực thuộc công ty giải trí Blockberry Creative. Cô là thành viên thứ 7 của nhóm nhạc nữ LOONA và nhóm nhỏ ODD EYE CIRCLE. Cô có màn ra mắt cá nhân vào ngày 13 tháng 6 năm 2017 và phát hành album solo JinSoul vào ngày 26 tháng 6 năm 2017.

## Tiểu sử
JinSoul sinh ngày 13 tháng 6 năm 1997, là con út trong một gia đình có hai anh em. Cô có một người anh trai. Mặc dù cô nói rằng mình gặp khó khăn trong việc học tập, nhưng JinSoul đã có thời gian đứng thứ 19 toàn trường trong môn toán. Ban đầu, cô muốn theo đuổi chuyên ngành khoa học, nhưng mẹ cô đã thuyết phục cô theo khoa nhân văn.
JinSoul là học viên của Trung tâm đào tạo BORN Star vào năm 2014. Cô đã cover bài hát “U&I” của Ailee và các bài hát của g.o.d tại buổi hòa nhạc thường niên lần thứ 12. Tháng 9 năm 2014, cô đã vượt qua buổi thử giọng của DSP Media và trở thành thực tập sinh của công ty này.
JinSoul thử giọng cho nhiều công ty trên hành trình trở thành thần tượng. Mặc dù đã tìm thấy nhiều cơ hội thông qua các cuộc tuyển chọn trên đường phố, nhưng không có cơ hội nào thành công. Tuy nhiên, vào khoảng năm 2016, JinSoul đã được Polaris-BlockBerry liên hệ qua Instagram và trở thành thực tập sinh tại Polaris Entertainment thông qua Dream Vocal & Dance Academy. Sau đó, cô được chuyển đến BlockBerry Creative và bắt đầu đào tạo để trở thành thành viên của LOONA.

## Sự nghiệp

### 2017: Solo, ODD EYE CIRCLE
Trước khi ra mắt chính thức, JinSoul đã được giới thiệu là thành viên của LOONA sau khi kết hợp cùng ViVi trong bài hát "Everyday I Need You". Tháng 6 năm 2017, JinSoul được công bố là thành viên thứ 7 của nhóm nhạc nữ LOONA, đồng thời phát hành album đĩa đơn JinSoul với bài hát chủ đề "Singing in the Rain". Cô ra mắt với tư cách là thành viên của nhóm nhỏ ODD EYE CIRCLE vào ngày 21 tháng 9 năm 2017 với mini album Mix & Match.

### 2018–nay: Ra mắt cùng LOONA và các hoạt động khác
Từ tháng 2 đến tháng 3, JinSoul đóng vai chính cùng Kim Lip và Choerry của ODD EYE CIRCLE đóng vai chính trong trong mùa ba của web series Woomanna. Cô vào vai một sinh viên chuyên ngành khiêu vũ của trường đại học. Ngày 30 tháng 3, cô xuất hiện trong MV Egoist của Olivia Hye, và đảm nhận phần rap của bài hát. Ngày 9 tháng 8, teaser của JinSoul cho màn ra mắt của LOONA đã được tung ra. Ngày 20 tháng 8, JinSoul chính thức ra mắt với tư cách là thành viên của nhóm nhạc nữ LOONA. Cô cùng các thành viên đã phát hành mini-album [+ +], với ca khúc chủ đề “Hi High”.
Ngày 15 tháng 4 năm 2020, JinSoul  phát hành OST đầu tiên của cô, "As Time Goes", cho bộ phim truyền hình Hàn Quốc Chàng trai bí ẩn.
Trong một bài báo được xuất bản bởi JTBC vào ngày 28 tháng 11, đã tiết lộ rằng JinSoul và tất cả các thành viên LOONA ngoại trừ HyunJin và ViVi đã đệ đơn kiện đình chỉ hợp đồng với Blockberry Creative do niềm tin của họ vào công ty bị tổn hại. Blockberry Creative từ chối tất cả các khiếu nại.

## Danh sách phim

### Phim chiếu mạng
| Năm  | Tựa đề             | Vai          | Ghi chú   |
| ---- | ------------------ | ------------ | --------- |
| 2017 | First Love Story   | Jung JinSoul | Khách mời |
| 2017 | First Love Story 2 | Jung JinSoul | Vai phụ   |
| 2018 | First Love Story 3 | Jung JinSoul | Vai chính |

### Music video
| Năm  | Tựa đề                                  | Ca sĩ      | Thời lượng |
| ---- | --------------------------------------- | ---------- | ---------- |
| 2017 | Love Cherry Motion                      | Choerry    | 3:59       |
| 2017 | Everyday I Need You (featuring JinSoul) | ViVi       | 3:09       |
| 2018 | Egoist (featuring JinSoul)              | Olivia Hye | 4:36       |

## Danh sách đĩa nhạc

### Album phòng thu
| Tên                                                                                           | Chi tiết | Thứ hạng cao nhất | Doanh số     | Chứng nhận |
| Tên                                                                                           | Chi tiết | HQ                | Doanh số     | Chứng nhận |
| --------------------------------------------------------------------------------------------- | --- | ----------------- | ------------ | ---------- |
| JinSoul                                                                                       | - Phát hành: Ngày 26 tháng 6 năm 2017 - Hãng đĩa: Blockberry Creative - Định dạng: CD, tải nhạc số Danh sách 1. "Singing in the Rain" 2. "Love Letter" | 18                | - HQ: 13.631 |            |
| Not Friends                                                                                   | - Phát hành: Ngày 3 tháng 9 năm 2021 - Hãng đĩa: Kakao M, Big Ocean - Định dạng: CD, tải nhạc số Danh sách 1. "Not Friends" (Alawin remix) 2. "Not Friends" (Tido remix) 3. "Not Friends" (Orbit remix) 4. "Not Friends" (original mix) 5. "Not Friends" (instrumental) | —                 | —            |            |
| "—" biểu thị các bản phát hành không có bảng xếp hạng hoặc không được phát hành ở khu vực đó. | |                   |              |            |

### Đĩa đơn
| Tên                                              | Năm  | Thứ hạng cao nhất | Thứ hạng cao nhất | Chứng nhận | Album      |
| Tên                                              | Năm  | HQ Gaon           | Mỹ World          | Chứng nhận | Album      |
| ------------------------------------------------ | ---- | ----------------- | ----------------- | ---------- | ---------- |
| "Singing in the Rain"                            | 2017 | —                 | —                 |            | JinSoul    |
| "Love Letter"                                    | 2017 | —                 | —                 |            | JinSoul    |
| "Puzzle" (Choerry hợp tác với JinSoul)           | 2017 | —                 | —                 |            | Choerry    |
| "Egoist" (Olivia Hye hợp tác với JinSoul)        | 2018 | —                 | 9                 |            | Olivia Hye |
| "—" biểu thị các đĩa đơn không có bảng xếp hạng. |      |                   |                   |            |            |

### OST
| Tên                                                                                           | Năm  | Thứ hạng cao nhất | Album                       |
| Tên                                                                                           | Năm  | KORGaon           | Album                       |
| --------------------------------------------------------------------------------------------- | ---- | ----------------- | --------------------------- |
| "As Time Goes" (시간은 한 바퀴 돌아)                                                          | 2020 | —                 | Chàng trai bí ẩn OST Part 8 |
| "Masquerade" (cùng với HeeJin)                                                                | 2022 | —                 | Tracer OST Part 4           |
| "—" biểu thị các bản phát hành không có bảng xếp hạng hoặc không được phát hành ở khu vực đó. |      |                   |                             |